# Léopold d'Anhalt
Léopold d'Anhalt (Dessau, 18 juillet 1855 – Cannes, 2 février 1886), est un prince allemand de la Maison d'Ascanie. De 1871 jusqu'à sa mort, il est l'héritier du duché d'Anhalt.

## Biographie
Le prince Léopold est né le 18 juillet 1855 à Dessau et le premier enfant de Frédéric Ier d'Anhalt et son épouse, la princesse Antoinette de Saxe-Altenbourg. Il est nommé d'après son grand-père, Léopold IV d'Anhalt.
En 1863, son grand-père, le duc Léopold, réunit sous son seul nom les terres du duché d'Anhalt à la suite de la mort du dernier duc d'Anhalt-Bernbourg.
Le 22 mai 1871, le duc Léopold meurt et le père du prince Léopold lui succède à la tête du duché d'Anhalt. Léopold lui-même est maintenant devenu prince héréditaire.
Avec son jeune frère Frédéric, il effectue un voyage d'étude à Genève, Bonn et Munich. Les deux frères rejoignent ensuite l'armée prussienne en tant qu'officiers et y sont restés en service actif jusqu'en 1883. Léopold sert en dernier lieu comme capitaine et Rittmeister à la suite, respectivement, du 23 avril 1874 le 93e régiment d'infanterie et du 1er régiment de dragons de la Garde.

## Mariage et descendance
À l'automne de l'année 1883, le prince Léopold fait sa demande en mariage à Victoria de Prusse, fille du prince royal Frédéric de Prusse et de la princesse Victoria du Royaume-Uni. Mais cette demande est rejetée. 
À la fin de décembre 1883, il est fiancé à la princesse Élisabeth de Hesse-Cassel, la fille aînée de Frédéric de Hesse-Cassel et d'Anne de Prusse.
Léopold et Élisabeth se marient le 26 mai 1884 au Schloss Philippsruhe à Hanau. Ils ont une fille :
1. Antoinette (Schloss Georgium, 3 mars 1885 – Dessau, 3 avril 1963), mariée le 26 mai 1909 à Frédéric de Schaumbourg-Lippe.

## Mort
Moins d'un an après la naissance de sa fille, Léopold est décédé de façon inattendue à Cannes, le 2 février 1886. Comme il n'a pas de fils, il est remplacé en tant que prince héréditaire par son jeune frère Frédéric II d'Anhalt qui devient le duc Frédéric d'Anhalt.
Sa veuve, la princesse Élisabeth, ne s'est jamais remariée et survit 70 ans à son mari. Elle est décédée à Dessau le 7 janvier 1955.